# Хабло Олексій Вікторович
Олексій Вікторович Хабло (1994—2023) — солдат збройних сил України, учасник російсько-української війни.

## Життєпис
Народився в селі Вознесенське Черкаської області.
Під час повномасштабного вторгнення був навідником 2 механізованого відділення 1 механізованого взводу 8 механізованої роти 3 батальйону.
Загинув початком березня 2023 року на Донеччині під час артилерійського обстрілу.

## Нагороди
- Орден «За мужність» III ступеня (28 вересня 2023, посмертно) — за особисту мужність, виявлену у захисті державного суверенітету та територіальної цілісності України, самовіддане виконання військового обов'язку[1].